# Centro Comercial Al Aali
El Centro Comercial Al Aali (en árabe: مجمع العالي) es uno de los mayores centros comerciales de Baréin, que cubre un espacio de 52.000 metros cuadrados. El centro comercial está situado en el distrito de Seef de la capital Manama, cerca del centro comercial Seef.  Más allá de la autopista Khalifa Bin Salman Shaikh  hacia el sur están El Centro comercial Baréin y el Centro internacional de convenciones y exhibiciones  de Baréin. Al este se encuentra el centro comercial Bahrein City Centre.